# Monica Borsotti
Monica Borsotti (Torino, 15 dicembre 1966) è un'ex sciatrice alpina italiana.

## Biografia
Specialista delle prove tecniche originaria di Bardonecchia, la Borsotti vinse la medaglia di bronzo nello slalom speciale ai Campionati italiani del 1990; non prese parte a rassegne olimpiche né ottenne piazzamenti in Coppa del Mondo o ai Campionati mondiali. È zia di Camilla e Giovanni, a loro volta sciatori alpini.

## Palmarès

### Campionati italiani
- 1 medaglia[3][4][5][6][7]:
  - 1 bronzo (slalom speciale nel 1990)